# 6263 Druckmüller
A 6263 Druckmüller (ideiglenes jelöléssel (6263) 1980 PX) a Naprendszer kisbolygóövében található aszteroida. Zdenka Vávrová fedezte fel 1980. augusztus 6-án.